# Brügg
Brügg je obec v okrese Biel/Bienne v kantonu Bern ve Švýcarsku. Žije zde přibližně 4 400 obyvatel.

## Geografie
Městečko Brügg leží v severní části kantonu Bern, na plošině na pravém břehu vodního kanálu Nidau-Büren. Je jižním předměstím města Biel, s kterýmž urbanisticky místy zcela splývá.
Sousedními obcemi Brüggu ve směru hodinových ručiček jsou Orpund, Schwadernau, Aegerten, Nidau a Biel. Jižní hranici obce tvoří řeka Aara v kanálu Nidau-Büren. Přístavní jez reguluje hladinu Bielského, Neuchâtelského a Murtenského jezera a lodě mohou proplouvat zdymadlem. Vodní elektrárna Brügg vyrábí elektřinu od roku 1995.

## Historie

Brügg a okolní obce na snímku z roku 1949

Na území obce se nacházejí mohyly z doby halštatské. Pro 4. století je doložen most přes řeku Zihl, který poskytl motiv pro název místa poprvé zmiňovaného jako Bruchga v roce 1260, ale postupem času zchátral a ve středověku byl nahrazen přívozem.
V roce 1834 byl postaven dřevěný most do Aegertenu. Dnes existující betonový most byl postaven v roce 1969. Jeho předchůdce byl železný a pocházel z roku 1868. V letech 1868–1878 byly poprvé zregulovány toky řek v okolí. Pod vedením Johanna Rudolfa Schneidera, rodáka z Brüggu, se podařilo úspěšně bojovat proti povodním a zanášení. Schneider se zapsal do historie jako hlavní propagátor regulace vodstva v této oblasti.
V roce 1865 byla zprovozněna železniční trať mezi Bielem a Bernem. Počet obyvatel obce se v letech 1800–1950 zvýšil z 325 na 1537. Poté se Brügg rychle rozvíjel díky usazování různých průmyslových podniků a rozšiřování obchodní zóny.

## Obyvatelstvo
| Rok            | 1764 | 1850 | 1900 | 1950 | 1990 | 2000 | 2010 |
| Počet obyvatel | 240  | 451  | 1092 | 1537 | 4264 | 4011 | 4156 |

Brügg je z 82,85 % německy mluvící obcí a němčina je jediným úředním jazykem obce. Menšina obyvatel (7,3 %) je francouzsky mluvících.

## Doprava

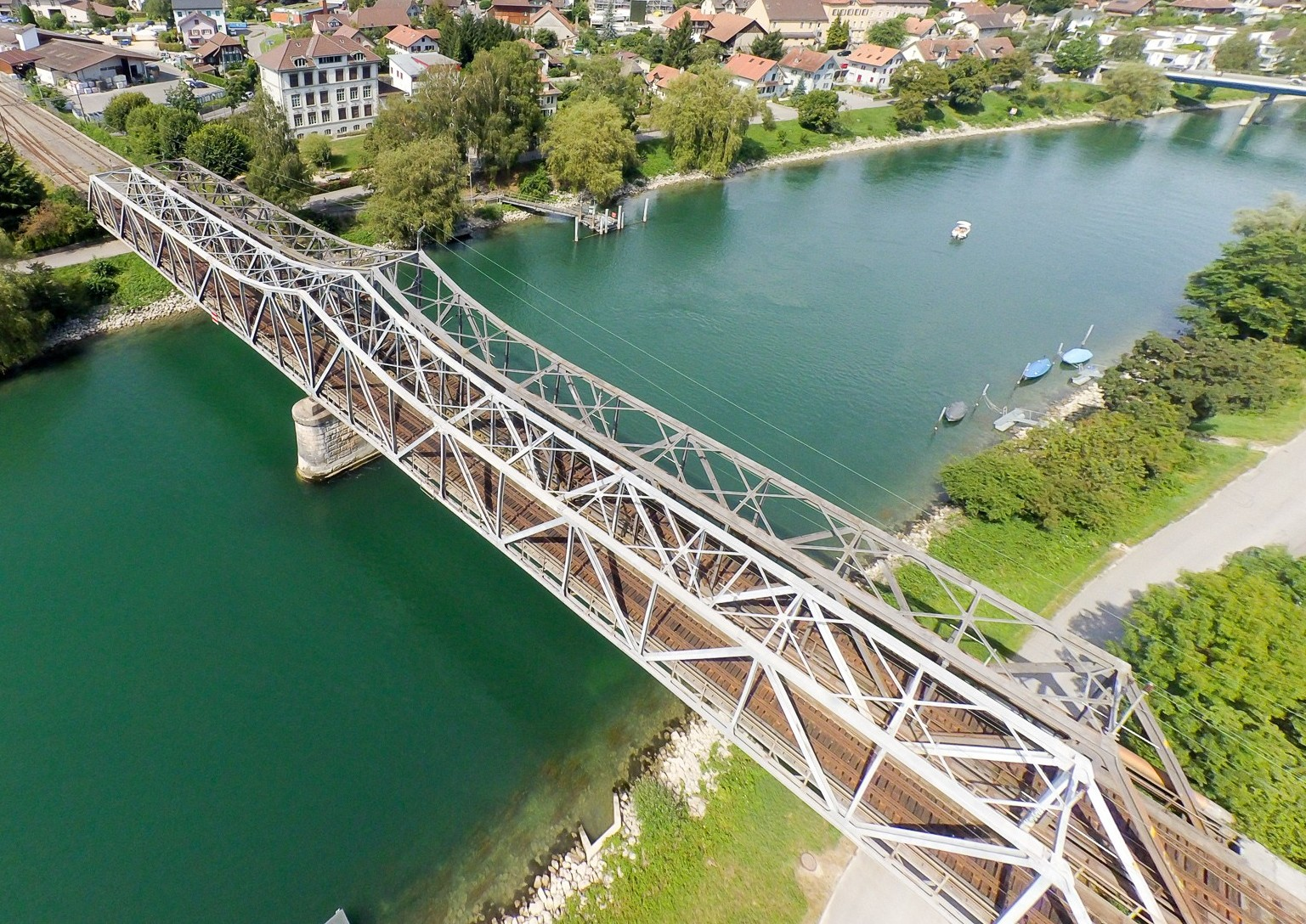
Ocelový most přes kanál v Brüggu

Brügg má od roku 1864 železniční stanici na trati Biel–Bern. Železniční most postavený v roce 1928 převádí železnici přes kanál Nidau-Büren směrem na Aegerten. Jedná se o první železný příhradový most SBB, který byl vyroben z křemíkové oceli. Původní jednokolejný most byl v roce 1966 zdvojkolejněn na dvoukolejný, kdy byl na západní straně přistavěn téměř totožný most.
Brügg je obsluhován několika autobusovými linkami, které provozuje společnost Verkehrsbetriebe Biel (VB) nebo Aare Seeland mobil AG (asm). Linky spojují Brügg s městem Biel a dalšími obcemi v oblasti Seeland. 
Poblíž železničního mostu se nachází přístaviště společnosti Bielersee-Schiffahrts-Gesellschaft pro pravidelné lodní linky v trase Biel – Solothurn.
Brügg je napojen na dálniční síť. Dálniční křižovatka Brüggmoos na západě obce spojuje dálnice A5 a A6. Dálniční sjezd Brügg se nachází přímo východně od křižovatky.

## Osobnosti
- Edouard Heuer (1840–1892), hodinář a zakladatel firmy TAG Heuer
- Marcel Fischer (* 1978), sportovní šermíř